# لا مكان لا وطن (مسلسل)
لا مكان لا وطن (باللغة التركية: Yersiz yurtsuz) هو مسلسل تلفزيوني درامي اجتماعي تركي، تم إنتاجه في عام 29 مارس 2007، من إخراج جمال سان، وتأليف علي أوليفي هونكار.

## البث
| الدولة | القناة الباثة | التاريخ | الرابط على القناة |
| ------ | ------------- | ------- | ----------------- |
| المغرب | دوزيم         | 2009    | دوزيم             |
| تركيا  |               |         |                   |

## وصلات خارجية
- معلومات عن المسلسل (باللغة التركية)
- معلومات عن المسلسل (باللغة التركية)